# Rincón del Vago
Rincón del Vago es un sitio web español que recopila diversos trabajos puestos a disposición por sus usuarios. En ella los textos, estudios, monografías, apuntes académicos o ensayos eran subidos por su propia comunidad para publicarse en la web y desde allí, ser fácilmente reutilizados por otros usuarios, en su mayoría estudiantes.

## Descripción de la web
Aunque el propietario del sitio (Orange Horizons Latina, S.A. de C.V.) reconoce expresamente que «la autoría de los documentos académicos publicados en la sección "APUNTES" corresponde a las personas remitentes de los ficheros que los contienen» y presume que se trata de sus autores mientras ninguna otra persona demuestre poseer derechos sobre ellos, en sus términos de uso, deja en claro de manera muy precisa que la empresa propietaria del sitio se reserva de manera exclusiva los derechos de reproducción, de comunicación y de modificación sobre estos materiales, por lo que el autor ya no podrá distribuir sus textos por su cuenta una vez que los ha alojado allí. Los mismos términos de uso del sitio prohíben cualquier enlace directo a un apunte alojado en el sitio.
El sitio web creado en 1998 en la calle Toro, en la ciudad española de Salamanca, y se dio a conocer masivamente en España relativamente en poco tiempo, siendo un sitio de especial atención para estudiantes y profesores, sobre todo de estos últimos para evitar copias o plagios de los anteriores, consiguiendo una obra de estudio fácilmente sin el menor esfuerzo denotando así la referencia al término de la web "Vago".
Ángel Benito, persona involucrada en el proyecto desde los inicios, describe el proceso de la siguiente manera: “La primera versión de la web se subió en febrero de 1998 con apenas 6 trabajos. En pocos meses los buzones de correo del portal estaban inundados con miles de trabajos. El nombre de “Rincón del Vago” se extendía por los pasillos de las facultades e institutos de boca en boca y crecimos sin necesidad de ninguna inversión publicitaria. En pocos meses las primeras agencias de publicidad llamaron a nuestra puerta y poco después grandes corporaciones ya estaban interesados en adquirirnos. Era la época dorada anterior a la burbuja de las punto com. Al final fue Eresmás Interactiva la que adquirió el portal. Por distintas sucesiones de empresa fuimos pasando de Eresmás a Wanadoo y de ésta, finalmente, a Orange.”
En 2001 fue adquirido por Eresmás Interactiva (Retevisión - Uni2), empresa española de telecomunicaciones, y en 2006 la web pasó a ser titularidad del grupo de telecomunicaciones Orange España. Estuvo bajo titularidad de Orange España hasta que fue traspasado a una subsidiaria del grupo, Orange Horizons, en febrero de 2015. 
Su mascota o logotipo desde su creación ha sido una caricatura de un buitre denotándose el hecho de la alimentación carroñera del mismo, asimilando probablemente de ello, y así la fábula irónica del "carroñero cultural".[cita requerida]